# Pristimantis simonbolivari
Pristimantis simonbolivari är en groddjursart som först beskrevs av Wiens och Luis A. Coloma 1992.  Pristimantis simonbolivari ingår i släktet Pristimantis och familjen Strabomantidae. IUCN kategoriserar arten globalt som starkt hotad. Inga underarter finns listade i Catalogue of Life.